# Caldeirão da Prima (Pé de Serra)

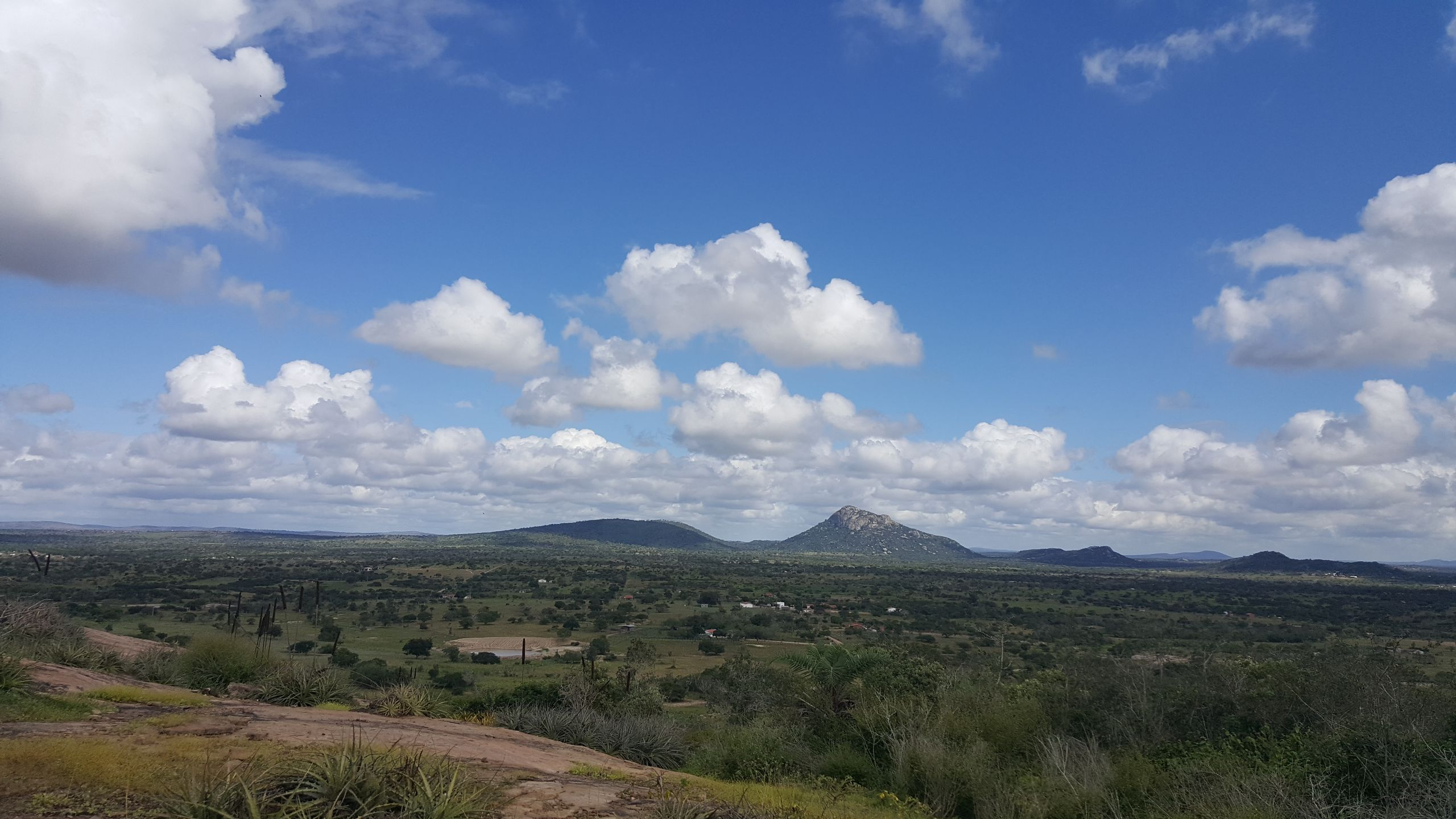
Paisagem de Pé de Serra, no centro da imagem, está localizado o povoado Caldeirão da Prima.

Caldeirão da Prima é um povoado (bairro) situado no município de Pé de Serra, no interior da Bahia, localizado a aproximadamente 7 km da sede do município. O termo povoado é designado para pequenas áreas urbanas (ou em formação) afastadas da sede, podendo ser considerado como bairro ou vila.
A localidade dispõe da infra-estrutura básica para atender a região, como uma escola municipal de ensino fundamental, uma igreja católica, uma pequena mercearia, além da sede da associação comunitária da comunidade. Além disso, a localidade dispõe ainda dos serviços públicos de energia elétrica e água encanada. Pela proximidade da sede municipal, é possível também a utilização dos serviços de telefonia móvel e internet via rádio.